# Hedyotis buxifolia
Hedyotis buxifolia är en måreväxtart som beskrevs av Richard Henry Beddome. Hedyotis buxifolia ingår i släktet Hedyotis och familjen måreväxter. Inga underarter finns listade i Catalogue of Life.